# 菊花

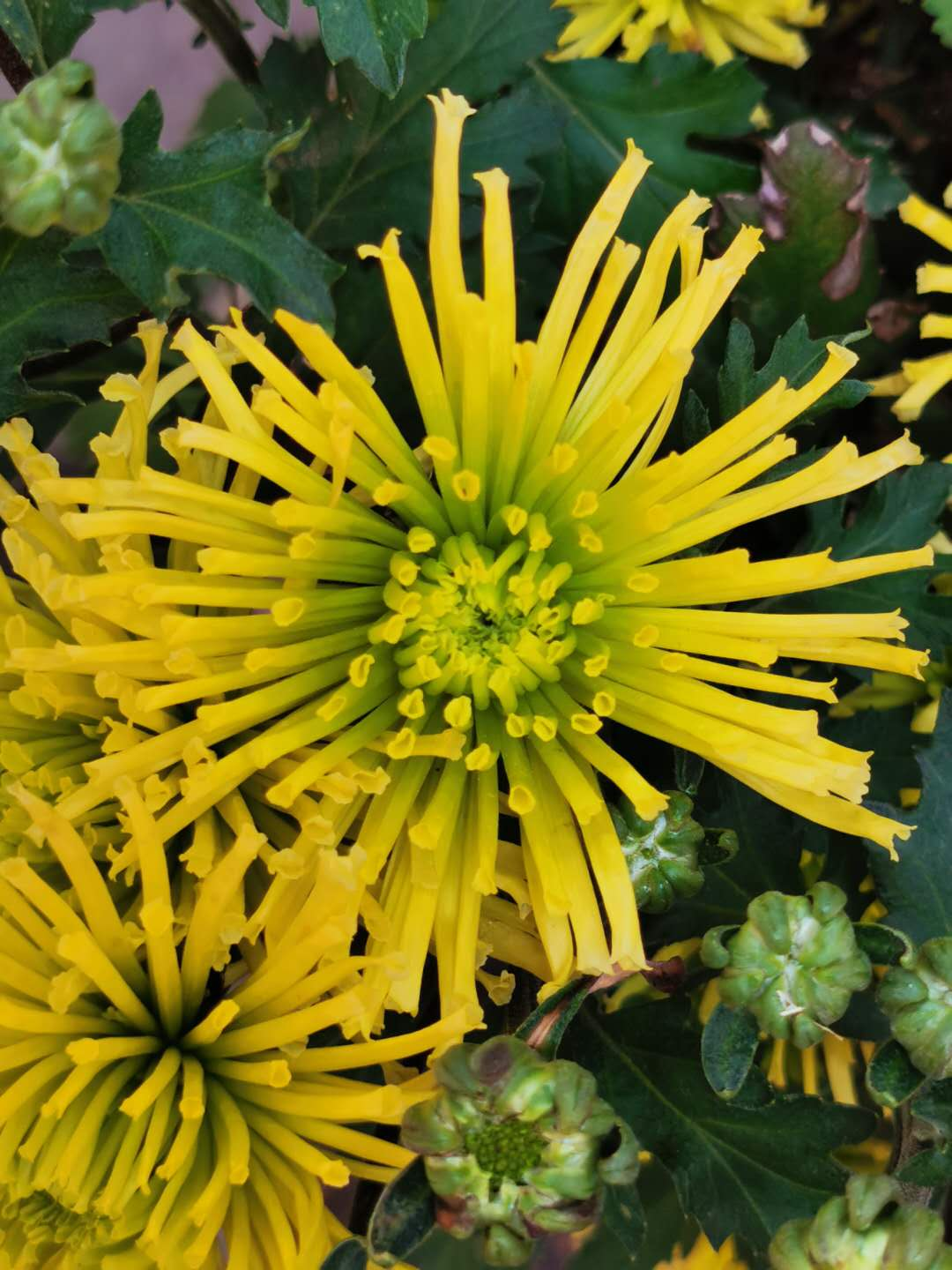
'管狀菊'。2020/02/29。台灣。

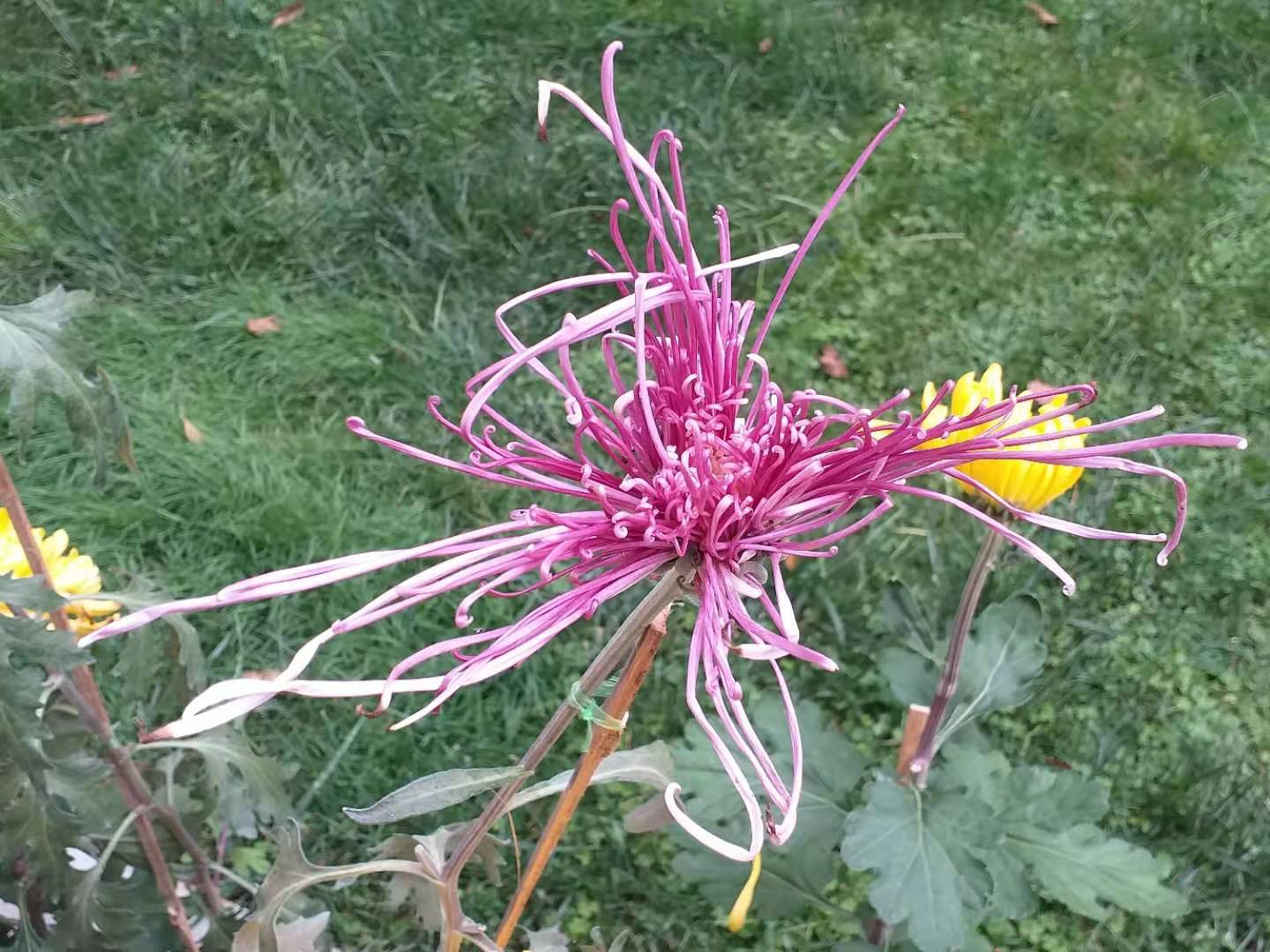
'管狀菊'。2019/09/25。雲南。

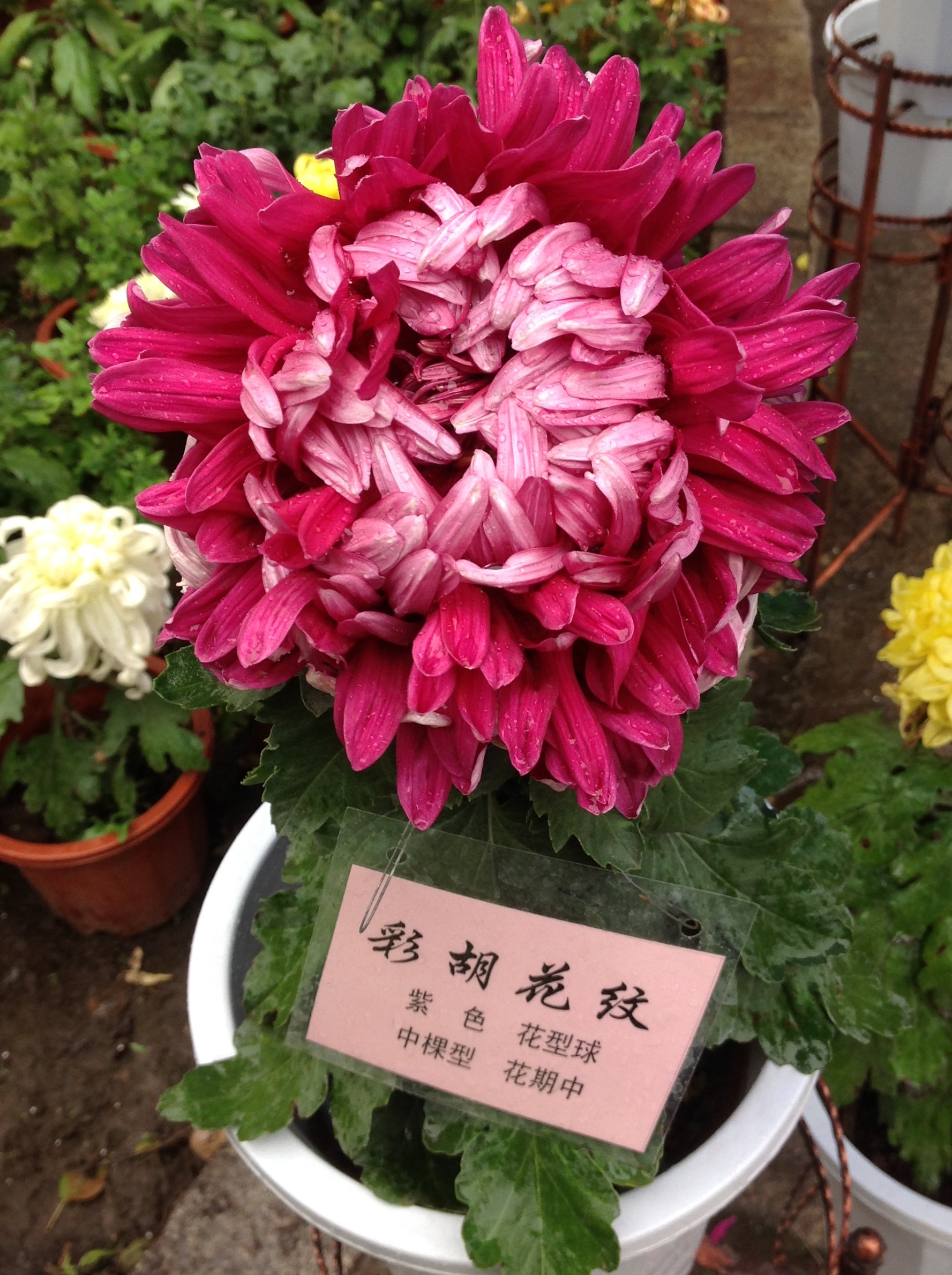
哈尔滨菊花展，摄于2013年

菊花（学名：Chrysanthemum × morifolium）是菊科菊属多年生草本植物，为野菊等菊属植物杂交的栽培种。别名黄花、黄华、秋菊、陶菊、寿客等。在中国古典文学中及文化中，菊花有著重要的地位，其與梅、蘭、竹合稱四君子。

## 观赏
菊花被广泛用作观赏之用，在中国传统的农历新年，很多人都喜欢在家里摆放菊花。重陽節有賞菊和飲菊花酒的習俗。孟浩然《過故人莊》：「待到重陽日，還來就菊花。」

## 生長、習性及特性
菊花經各國多年育種選拔之結果，雖有周年開花品種，但屬短日照植物，於日照時間漸短之秋冬季行花芽分化而至開花。商業栽培上常利用菊花此種開花特性，於秋天夜間行電照技術以延長日長維持營養生長，或夏季遮黑幕縮短日長促進開花等方法來調節開花期。
以品種間之自然開花期來分類，依開花期之不同將菊花區分為夏菊、夏秋菊、秋菊及寒菊，其特性詳見表一。以臺灣之氣候而言，栽培寒菊常會有開花晚之現象，而且因低溫期短，每年可調節開花之季節短。而夏菊及夏秋菊為相對性短日植物，對短日之需求較不明顯，在臺灣夏天日照時間並不太長之條件下，不行黑布處理，亦可開花。
溫度及日長除了決定菊花開花與否之外，尚會影響開花之日數長短，花型、花序之變化，或形成畸型花，而這種種反應皆與菊花多樣化之品種有關。

## 菊花之栽培與管理

### 品種

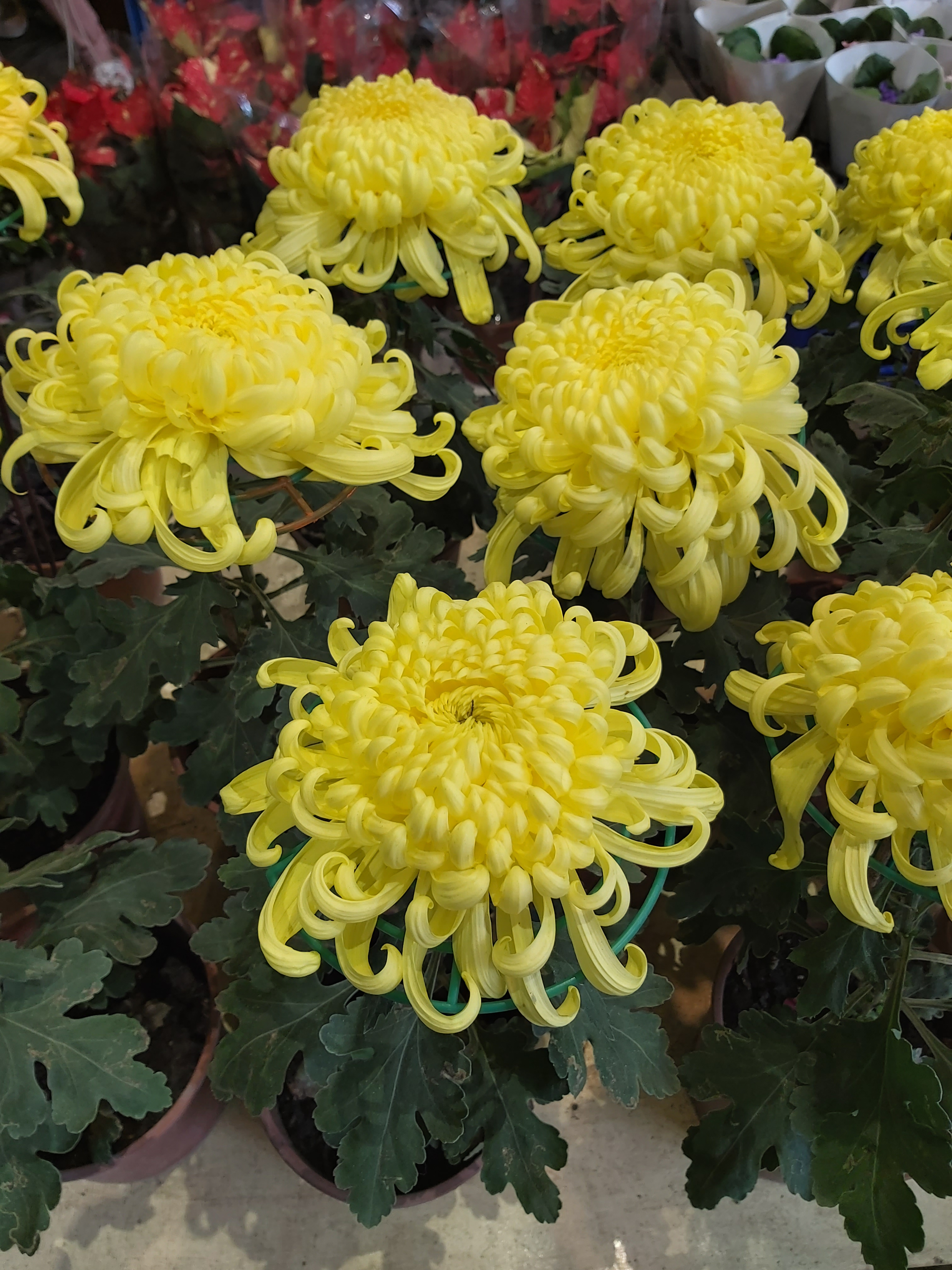
2024年臺北春節花市上的菊花

菊花是由很多小花組成一頭狀花序，小花有兩種：一為單具有雌蕊能授精之舌狀花，另一常具有雌雄蕊之管狀花。由這兩種小花組成之比例、形狀、大小及顏色，產生各種花型及花色，可分為單瓣菊、托盤菊、蓬蓬菊、裝飾菊、標準菊等多種。依花型大小可分大、中、小輪系，依花色主要為黃、白、粉紅、橙紅及赤紅。其果實為瘦果。
菊花為短日植物，以電照延長日長，或以黑布遮光以縮短日長，可達周年生產菊花的目的。依光周反應分類，短日時間只要6、7、8、10或11週就能達盛開的品種是屬早生品種，需短日12、13、14或15週的品種為晚生品種，一般商業性栽培品種以9-11週品種為主。種植之花農應紀錄各項農事如定植、切電到採收的時間，以便推算栽種及收穫期間。

### 繁殖
菊花之繁殖除育種以種子繁殖外，多用無性繁殖。商業栽培多以頂芽扦插繁殖。扦插繁殖方法操作極為簡便，可以在短時間內獲得相當多的種苗供應切花或盆花栽培者種植，同時保持原有品種的良好園藝特性。
插穗之發根能力，以嫩莖最易發根，一般以手指能輕易折斷的5–7cm之頂梢，具有4-6片葉，莖粗0.3cm以上者最佳。採插穗時，為防可能病原之傳染，最好用手折取，不宜用剪刀採取。切花栽培者以向專門之育苗業者購買較為方便。

### 種植
定植的株距以每花莖應有120-180cm²的空間，若每株摘心一次得3側枝，種植株距，每株應有360-540cm²空間。一般菊農以每10公畝（約一分地）種10,000-12,000株。

### 光周效應
在自然氣候下，菊花常於秋天氣溫轉涼，日長變短時開花，如在冬天定植，因日長太短，植株極矮小時已形成花蕾。為增長花莖，必須以人工電照來延長日長，以抑制花芽分化，事實上短夜比延長日長更為重要。如連續的暗期不超過6小時，菊花是不會花芽分化，長夜的電照強度，只要在菊葉上具有2燭光（約為20lux），就足以抑制花芽分化。

## 土壤與肥料
種植菊花的土壤，除需排水及通氣良好外，亦需含豐富之有機物，必要時應以蒸汽或化學藥劑消毒。然臺灣蒸汽消毒設備昂貴，若以土燻蒸劑「必速滅」或「衛本」消毒，可防止土壤中之病蟲害及雜草生長。與水稻輪作，可減少土壤病蟲害及因過量施肥所造成之養分不平衡問題。

## 病蟲害概述

### 病害

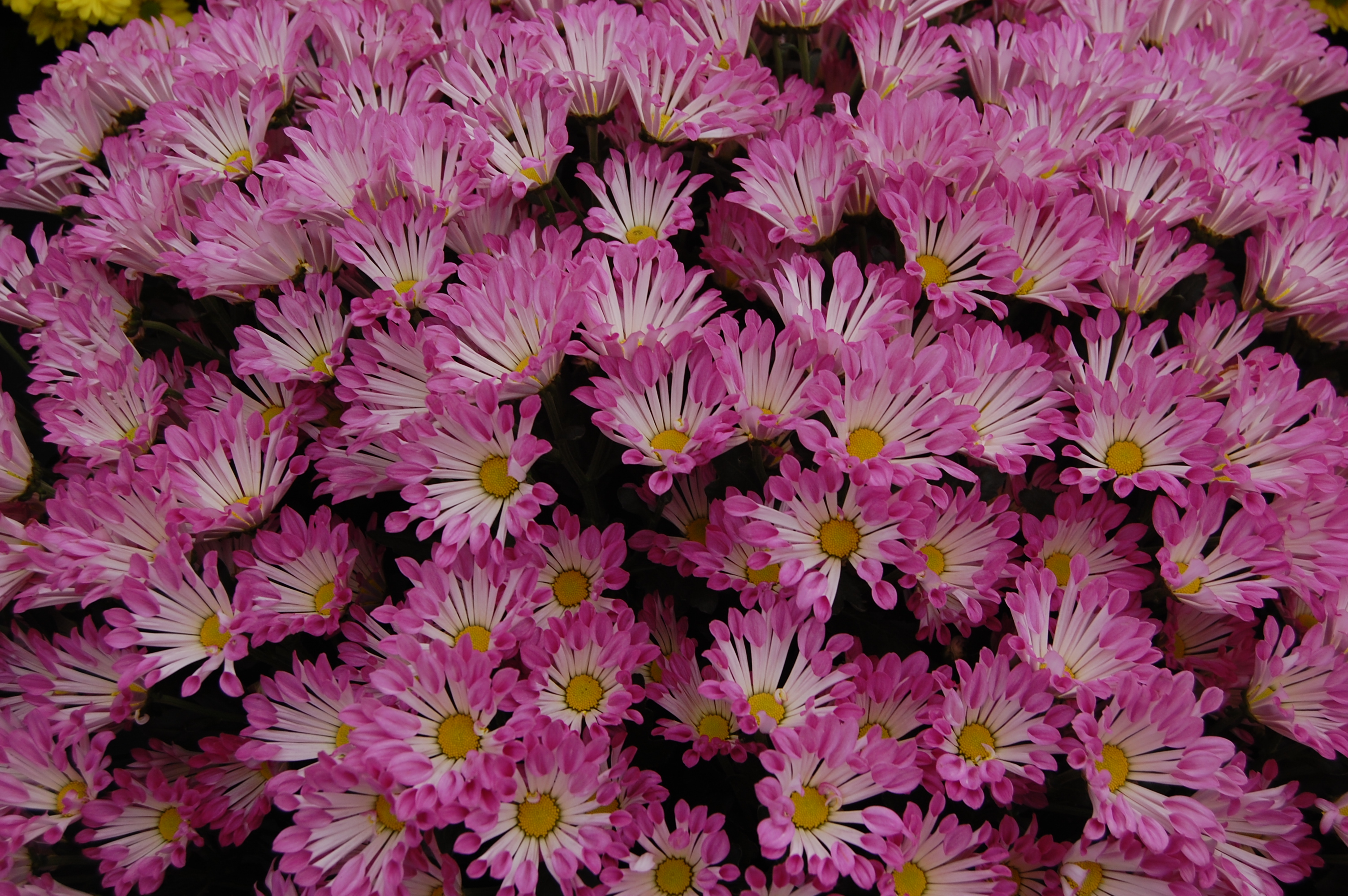
'Dance'

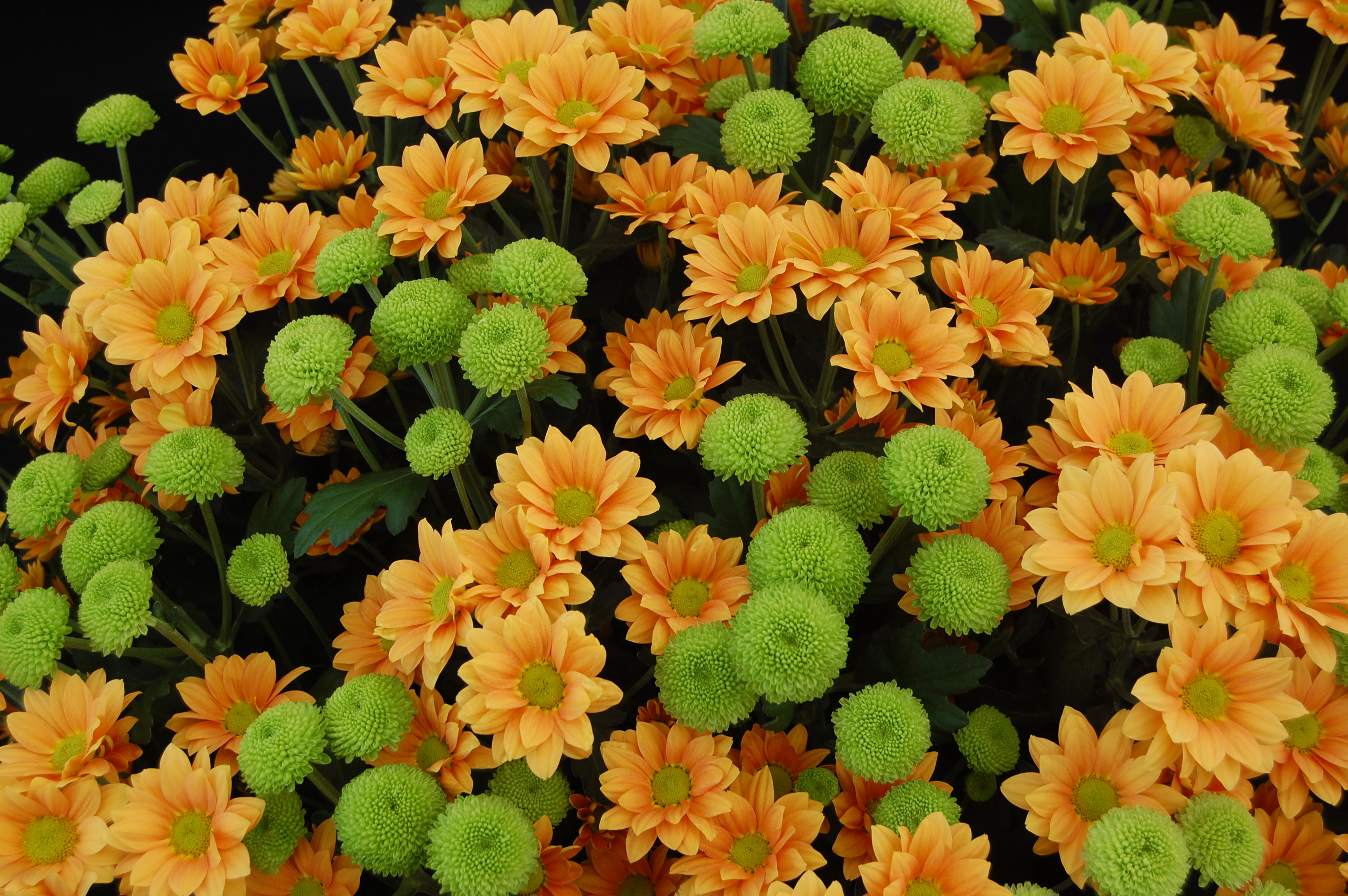
'Enbee Wedding Golden' & 'Feeling Green'

臺灣發生之菊花病害種類繁多，常見者有十種，分別為白色銹病、莖腐病、黑斑病、萎凋病、炭疽病、黑銹病、白絹病、灰黴病、菌核病及細菌性軟腐病。萎凋病、莖腐病、白絹病、菌核病及細菌性軟腐病屬系統性病害，罹病時往往造成全株死亡。

### 蟲害
菊花一年四季均有栽植，提供了害蟲和害蟎充足的養料與棲所。因此，菊花不管是栽培在網室或露天栽培中都逃不過害蟲或害蹣的為害。菊花上重要的害蟲有蚜蟲類、薊馬類、斜紋夜蛾、甜菜夜蛾、番茄夜蛾和二點葉蹣等。次要的害蟲有切根蟲、擬尺蠖、斑潛蠅、粉蝨、毒蛾、粉介殼蟲、細蹣等，種類可說相當多。供內銷的菊花（切花或盆花），只要不影響花的品質，可容許少量害蟲的發生。

### 雜草
菊花栽培大多屬於露地栽培且與水田輪作，一般水、旱輪作田常見之旱田雜草，皆會發生於菊花田中。雜草的競爭危害與菊花的栽培方式、草相、密度、競爭時期和環境因素均有關係，雜草對水分、養分、光線等之競爭，可直接造成菊花之生長不良、品質下降，不利於田間之管理作業等。
田區及田的四周圍環境所發生的雜草，其非競爭性危害可成為病蟲之寄主或棲息所在，而間接造成損失。臺灣平地旱田所發生的一年生雜草，發生在高溫季節的雜草種類有芒稷、牛筋草、馬唐、香附子、馬齒莧及野莧；在低溫的秋冬季節主要雜草有鵝兒腸、鼠麴舅、小葉灰藋、小葉碎米薺、山芥菜、泥胡菜、早苗蓼。雜草對菊花生長除直接於水分、養分、光線等之競爭，亦不利於菊花田間管理作業或容易滋生其它病蟲害，故於菊花栽培過程中，必須要予以適當之防治。

## 菊花茶
菊花除可观赏外也有很高的药用价值。最为常见的是冲泡“菊花茶”。
菊花茶分类主要有：黄山的贡菊，桐乡的杭白菊以及山东的野菊花。
“黄山贡菊”是从菊花群体中选育出的优良品种，原产于歙县金竹岭一带，既有观赏价值，又有药用功能。据民间传说，“黄山贡菊”原是宋朝徽商从浙江德清县作为观赏艺菊引进的。在一大旱之年，有许多人得了红眼头痛病，有人采用鲜菊花泡水降火，十分灵验。以后人们经常用鲜花或菊花干泡水泡茶，医治目赤羞明、胆虚心燥等病。从此，这一带农家门前屋后广种菊花，为了久藏又特意烘制成干菊花，金竹岭由此闻名远近。
清光绪年间，北京紫禁城里也流传红眼病，皇上下旨，遍访名医良药，黄山知府献上黄山菊花干，京人泡服后眼疾即愈。于是徽菊名气大振，被尊称“贡菊”。贡菊历来被当作一味重要的中药材。
但菊花性凉，因此脾胃虚寒的人群不应大量饮用。

### 性味歸經
甘微苦寒、入肺，肝經。

## 功效

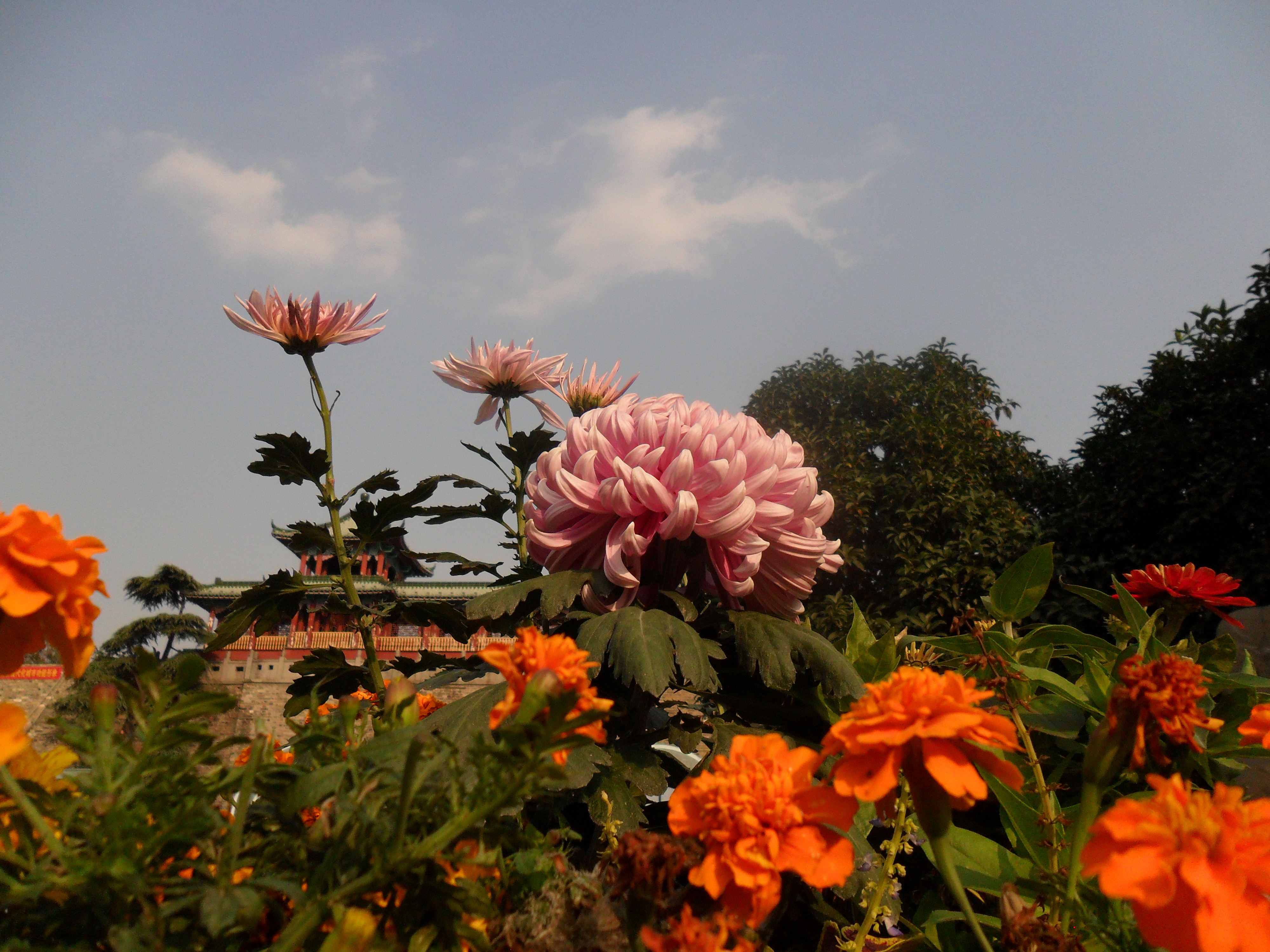
玄武湖公园的菊花

杭白菊内含菊甙、氨基酸、黄酮类及多种维生素和微量元素。传统医学认为，杭白菊具有养肝明目、清心、补肾、健脾胃、润喉、生津，以及调整血脂等功效。常饮菊花茶，可以春暖去湿、夏暑解渴、秋日解燥、冬季清火。但是，菊花茶并非人人皆宜。菊花茶最适合头昏、目赤肿痛、嗓子疼、肝火旺及血压高的人喝。味苦的野菊花最好不要饮用，体虚、脾虚、胃寒、腹泻的人也都不宜饮用，糖尿病人或血糖偏高的人最好单喝菊花，不要加糖或蜂蜜。过敏体质的人应先泡一两朵试试，若没有问题再多泡，不应过量饮用，不明确自己体质的人喝菊花茶最好不要加冰糖。
李時珍認為，菊花”其苗可蔬，葉可啜，花可餌，根實可藥，囊之可枕，釀之可飲”，全身上下皆有用，是群芳中的上品。菊花枕是有名的藥枕之一。白菊花洗淨曬乾，將它放入枕心內即成菊花枕。
- 本品治高血壓有效。

## 禁忌
虛寒忌用

## 文學
- 《禮記》：“季秋之月，菊有黃華”。
- 屈原《離騷》：“夕餐秋菊之落英”。

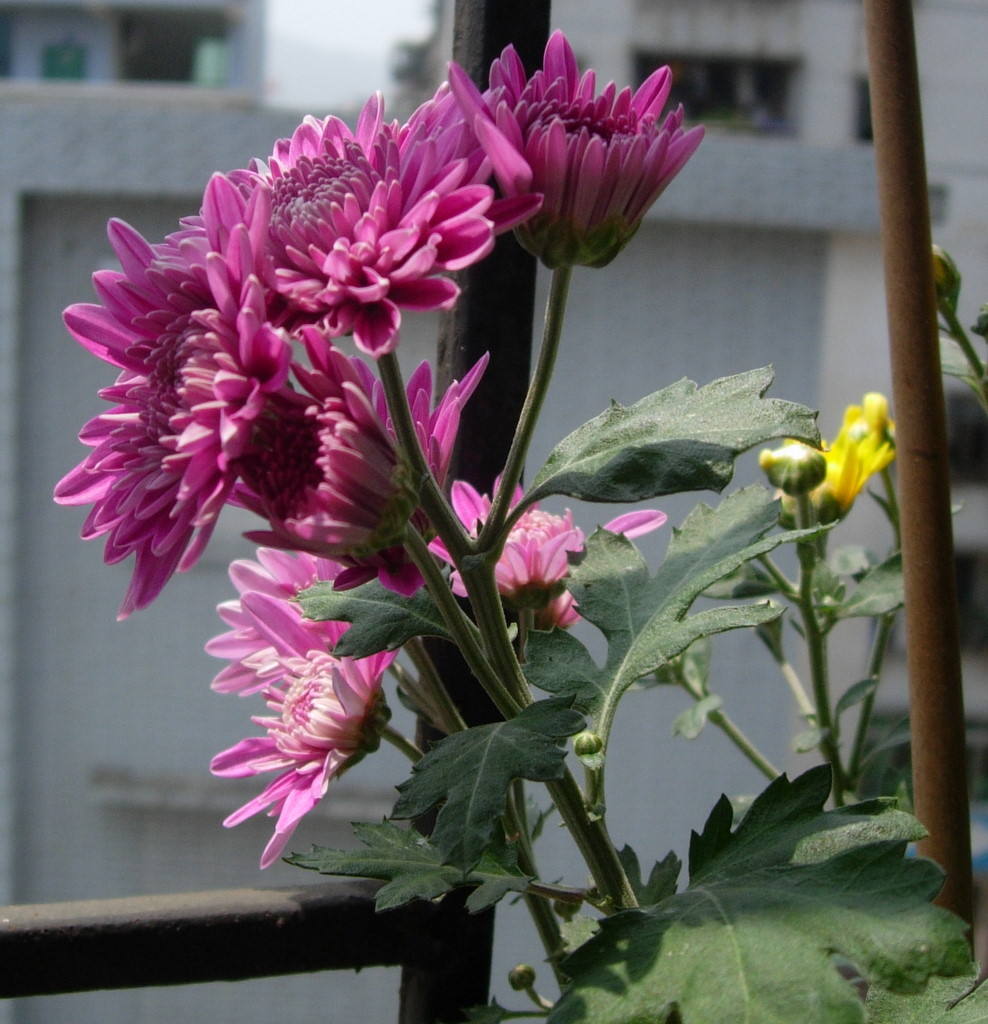
紫菊

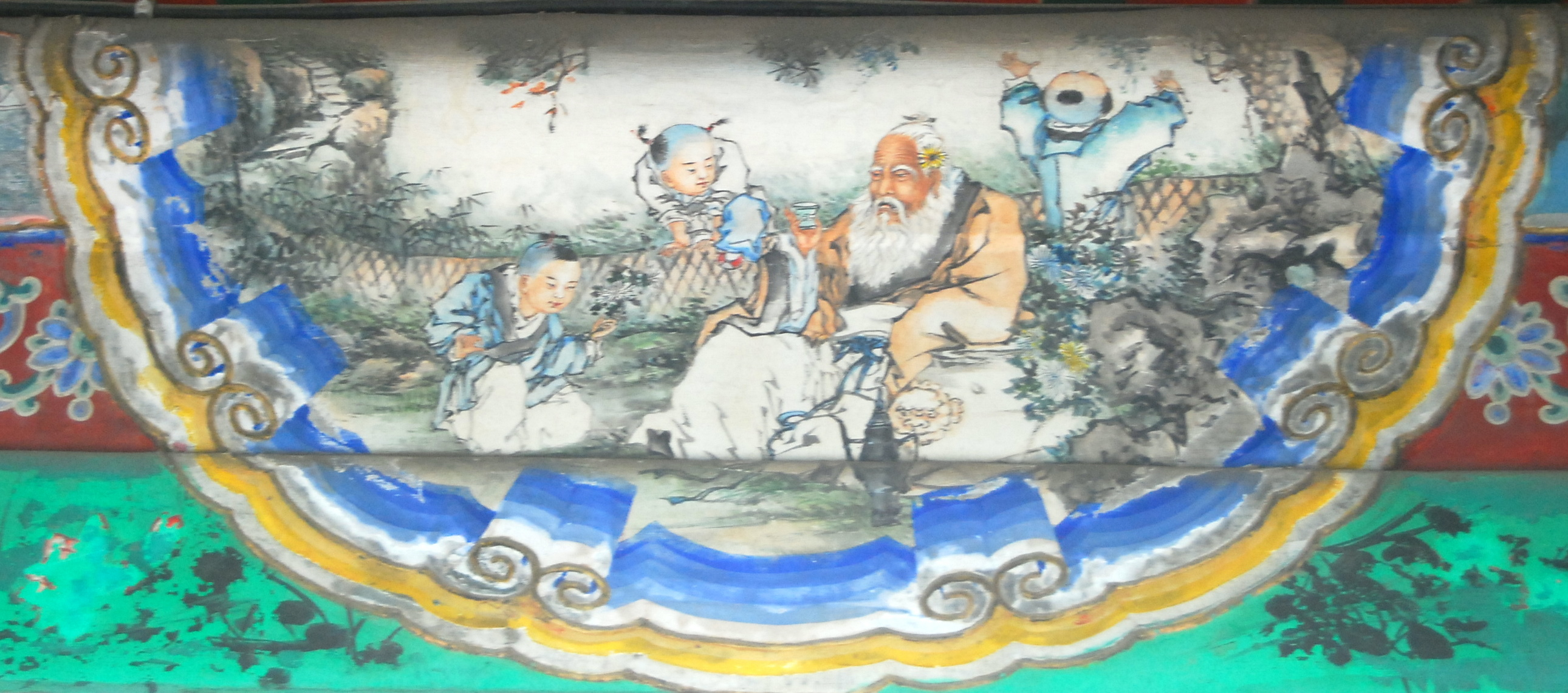
颐和园长廊彩绘：渊明爱菊

- 晉代陶淵明十分喜愛菊花。提到菊花就會想到陶淵明。他的作品常常提到菊：「採菊東籬下」、「秋菊有佳色」（《飲酒詩二十首》）、「今生幾叢菊」（《問來使》）、「菊解制頹齡」（《九日閑居》）、“三径就荒，松菊犹存”（《归去来兮辞》）。以菊表達「悠閑」之情。
- 唐代白居易《賦白菊》：“滿園菊花鬱金黃，中有孤叢色如霜。”
- 唐末黄巢《题菊花》：飒飒西风满院栽，蕊寒香冷蝶难来。他年我若为青帝，报与桃花一处开。《不第后赋菊》：待到秋来九月八，我花开后百花杀；冲天香阵透长安，满城尽带黄金甲！
- 宋代周敦頤《愛蓮說》有「菊，花之隱逸者也」的說法。
- 宋代李清照的名句「人比黃花瘦」當中的「黃花」便是指菊。
- 明代王象晉《群芳譜》中考證陶淵明詩集的“九華菊”，具瓣兩層，白瓣黃心。
- 明代黃省曾在《藝菊書》中載有菊花品種220個。
- 清代陳淏子在《花鏡》中，記有菊花品種153個。

## 影響
菊花在葬禮上、墓碑前常常出現，因此現代華人忌諱送人菊花。在中国的古典文学和文化中，菊花也是高雅纯洁的象征。

### 代表花卉
菊花是北京、开封、中山的市花，自1983年开始，开封每年秋季都会举行一次盛大的菊花文化节。此外也是日本國花，日本皇室徽章就是菊花紋章。

## 延伸阅读
[在维基数据编辑]
 《欽定古今圖書集成·博物彙編·草木典·菊部》，出自陈梦雷《古今圖書集成》
 《植物名實圖考·菊》，出自吳其濬《植物名實圖考》